# Godfrey Dewey
Godfrey Dewey, född 3 september 1887 i New York, död i oktober 1977 i Lake Placid i New York, var ordförande i Lake Placid Organizing Committee och det var främst tack vare honom som Olympiska vinterspelen 1932 hölls i Lake Placid.
Under Olympiska vinterspelen i Sankt Moritz, 1928 var Dewey ledare för USA:s skidtrupp, och landets fanbärare under spelens invigning.
Godfrey Dewey var son till Melvil Dewey, grundaren av klassifikationssystemet Dewey Decimal Classification.